# Microgramma geminata
Microgramma geminata là một loài thực vật có mạch trong họ Polypodiaceae. Loài này được PRESL miêu tả khoa học đầu tiên.